# Patricia Barber
Patricia Barber (Chicago, 8 novembre 1955) è una cantante, pianista e compositrice statunitense, interprete di musica jazz e blues.

## Biografia
Il padre di Barber, Floyd, era un sassofonista jazz che suonava con Bud Freeman e Glenn Miller. Patricia ha studiato sassofono e pianoforte fin da piccola, cantava da adolescente nei musical della scuola e ha studiato pianoforte all'Università dell'Iowa all'inizio degli anni settanta. Da quel momento Barber iniziò a suonare regolarmente e a farsi conoscere nei bar e nei locali di Chicago.
Ha vinto il Guggenhem Fellowship in composizione musicale nel 2003, un risultato insolito per qualcuno che lavora nel campo della scrittura di canzoni popolari. Il premio ha permesso a Barber di dedicare del tempo ad un ciclo di canzoni basato sulle Metamorfosi di Ovidio.

## Vita privata
È sposata con la musicologa Martha Feldman.

## Discografia

### Album in studio
- 1989 - Split (Floyd Records)
- 1991 - A Distortion of Love (Antilles)
- 1994 - Café Blue (Premonition Records)
- 1998 - Modern Cool (Premonition Records)
- 1999 - Companion (Premonition Records)
- 2000 - Nightclub (Premonition Records/Blue Note)
- 2002 - Verse (Premonition/Blue Note)
- 2006 - Mythologies (Blue Note)
- 2008 - The Cole Porter Mix (Blue Note)
- 2009 - Monday Night
- 2009 - Remixed (Premonition Records)
- 2011 - Mopnday Night Vol. 2
- 2013 - Smash (Concord Jazz)
- 2019 - Higher (ArtistShare)
- 2021 - Clique! (Imex Records)

### Album dal vivo
- 2004 - Live: A Fortnight in France (Blue Note)
- 2010 - Live in Concert (Floyd)
- 2016 - Mopnday Night Vol. 3 - Live at the Green Mill

### Raccolte
- 2007 - The Premonition Years: 1994-2002 - Pop Songs
- 2007 - The Premonition Years: 1994-2002 - Standards
- 2007 - The Premonition Years: 1994-2002 - Originals

### Singoli
- 2000 - Santa Claus is Coming to Town (Premonition Records)
- 2002 - Dansons la Gigue (Blue Note)

## Videografia

### Home video
- 2011 - Live in Concert (con Kenny Werner)